# Orbitoclasto

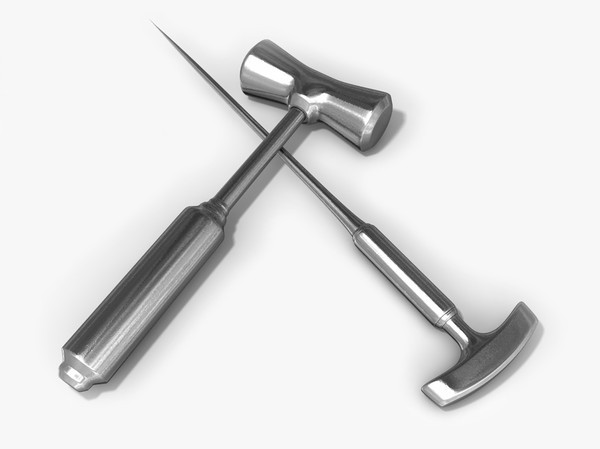
Un orbitoclasto con relativo martello

Un orbitoclasto è uno strumento chirurgico utilizzato per eseguire lobotomie transorbitali. Esso fu inventato dal dottor Walter Freeman nel 1948 come sostituto all'unica forma di leucotomo allora utilizzato per gli interventi di tal genere. 
Lo strumento in questione è a forma di punteruolo rompighiaccio, con alcuni segni incisi sul manico ed una struttura a cuneo sull'estremità esterna. L'operazione consiste nell'inserire lo strumento dietro la palpebra del paziente, perforare il sottile strato osseo che è posto inferiormente ad essa, e attraverso colpi di martello far penetrare lo strumento fino al lobo frontale. L'orbitoclasto viene poi mosso in varie direzioni al fine di distaccare i lobi frontali dal talamo. Nel 1948, Freeman perfezionò la procedura introducendo un profondo taglio frontale ed un movimento ulteriore della punta nel lobo, al fine di evitare - come succedeva occasionalmente in precedenza - che l'orbitoclasto si rompesse nella testa del paziente, necessitando così una rimozione chirurgica. In più, Freeman riuscì a commissionare la produzione di orbitoclasti di materiale più resistente ed affidabile.
Poiché durante i primi interventi venivano usati veri e propri punteruoli da ghiaccio, la procedura fu soprannominata "lobotomia con punteruolo da ghiaccio" ("ice pick lobotomy").
Nel 1949 fu assegnato il Premio Nobel per la Medicina a Egas Moniz, "per la sua scoperta del valore terapeutico della lobotomia in alcune psicosi".